# Masters de Montecarlo 1979
El Abierto de Montecarlo 1979 fue un torneo de tenis masculino jugado sobre tierra batida. Fue la 73.ª edición de este torneo. Se celebró entre el 9 y el 15 de abril de 1979.

## Campeones

### Individuales
Björn Borg vence a  Vitas Gerulaitis, 6–2, 6–1, 6–3.

### Dobles
Ilie Năstase /  Raúl Ramírez vencen a  Víctor Pecci /  Balázs Taróczy, 6-3, 6-4.